# Sopubia patris
Sopubia patris là loài thực vật có hoa thuộc họ Cỏ chổi. Loài này được Cuccuini miêu tả khoa học đầu tiên năm 1991.